# 東武ビルマネジメント
東武ビルマネジメント株式会社（とうぶビルマネジメント）は、東武グループに属し、設備管理、工事・設計の施工管理、マンション管理、警備業、店舗開発・運営管理、駐車場の運営・管理、清掃・衛生管理等を行う総合ビルマネジメント会社である。

## 沿革
- 1969年5月：東武ビル管理株式会社設立。同時に設備管理、マンション管理、店舗運営管理、設備巡回管理、清掃業務を開始。
- 1970年4月：団地管理業務を開始。
- 1974年4月：設備設計監理、設備工事請負業務を開始。
- 1971年11月：ホテル、ベッドメイク業務を開始。
- 1981年
  - 3月：草加管理センター開設。
  - 10月：東上管理センター開設。
- 1982年9月：電話交換業務を開始。
- 1983年
  - 4月：警備業務を開始。
  - 9月：インフォメーション業務を開始。
- 1989年8月：城東管理センター開設。
- 1990年7月：本社事務所を東京都墨田区押上2-12-7に移転。
- 1994年10月：新松戸管理センター開設。
- 1996年4月：工事設計施工・施工監理業務を開始。横浜管理センターを開設。
- 1997年4月：一級建築士事務所を開設。
- 1999年8月：浦和営業所を開設。
- 2001年4月：浦和営業所を昇格させ、埼玉支店を開設。
- 2003年
  - 6月：池袋西口駐車場株式会社より営業譲受。
  - 10月：東武整備株式会社を合併。
- 2006年4月：社名を東武ビルマネジメント株式会社に変更。
- 2014年5月：池袋管理センターを開設する。
- 2014年7月：春日部研修センターを竣工。
- 2016年4月：池袋東武ホープセンター事業を株式会社東武百貨店に営業譲渡。
- 2017年1月：銀座管理センターを開設する。